# Magnavox Odyssey series
Magnavox Odyssey es una marca general de la línea completa de consolas de videojuegos para el hogar de la compañía Magnavox , lanzadas desde 1972 hasta 1978. La línea incluye la consola original Magnavox Odyssey, tanto las versiones Magnavox como Philips de la serie Odyssey de consolas de videojuegos dedicadas, y la consola de videojuegos basada en cartuchos Magnavox Odyssey² lanzada en 1978. 

## Odisea de Magnavox
La Magnavox Odyssey, lanzada por Magnavox en 1972, es la primera consola de videojuegos caseros del mundo. Diseñado por Ralph Baer y demostrada por primera vez el 24 de mayo de 1972, fue vendido por Magnavox y sus afiliados hasta 1975. La Odyssey utiliza un tipo de tarjeta de placa de circuito impreso extraíble que se inserta en una ranura similar a una ranura de cartucho, lo que permite al jugador seleccionar los diversos juegos de la unidad. 

## Odysseys dedicadas (1975–1977)
Estas ocho consolas fueron lanzadas en los Estados Unidos por Magnavox después de su compra por Philips en 1974. 

### Odyssey 100
La consola dedicada Odyssey 100 fue lanzada en 1975. Utiliza un diseño de componentes discretos de múltiples chips, lo que lo hace mucho más simple que todas las consolas dedicadas posteriores que Magnavox finalmente lanzaría. Magnavox ya tenía en mente un diseño de chip único ese año, pero quería tener un producto que pudiera lanzar de inmediato si Texas Instruments, el proveedor de sus chips de videojuegos únicos, no podía entregarlo de manera oportuna.
La Odyssey 100 fue diseñada alrededor de cuatro chips de Texas Instruments. Tiene dos juegos (tenis y hockey). Ninguno de los juegos tenía puntuación en pantalla y el sistema usaba un zumbido en bruto para el sonido. La Odyssey 100 funciona con seis baterías "C" o un adaptador de CA de 9 voltios. Cada jugador tenía tres perillas para el movimiento horizontal, el movimiento vertical y el ajuste de la trayectoria de la bola 

### Odyssey 200

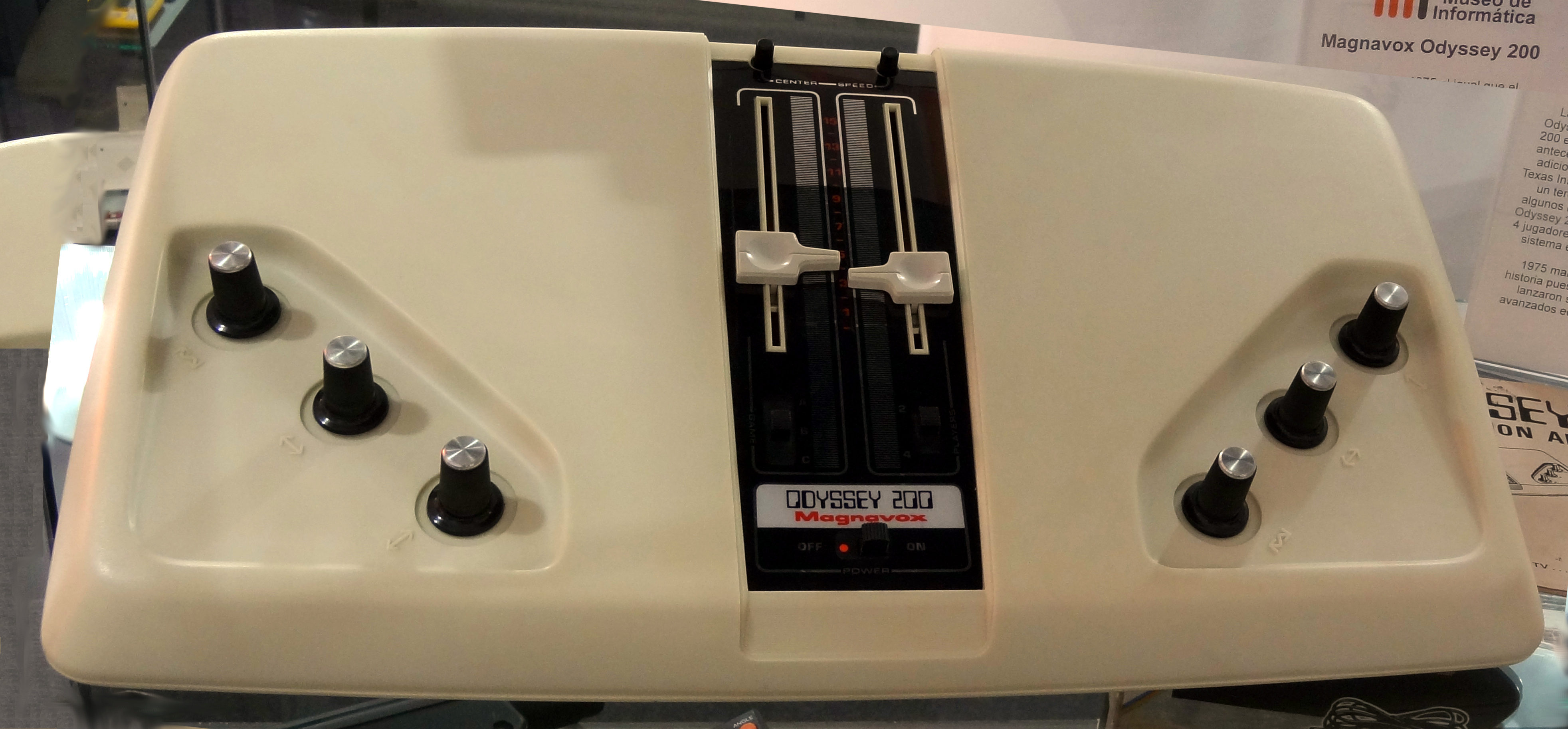
Magnavox Odyssey 200

La consola dedicada Odyssey 200 fue lanzada en 1975. Usando el diseño de un solo chip de TI, la consola mejoró en la Odyssey 100 en varias áreas. Además de Tenis y Hockey, la Odyssey 200 presentó una tercera variante de juego llamada "Smash" . La Odyssey 200 también fue la primera consola de videojuegos que contó con opciones para dos o cuatro jugadores. La Odyssey 200 agregó una puntuación en pantalla no digital (un rectángulo blanco se movió un espacio a la derecha cada vez que un jugador anotó un punto). Al igual que la Odyssey 100, la Odyssey 200 funciona con seis baterías "C" o un adaptador de CA de 9 voltios y usa las mismas perillas de control del juego que su predecesora.

### Odyssey 300

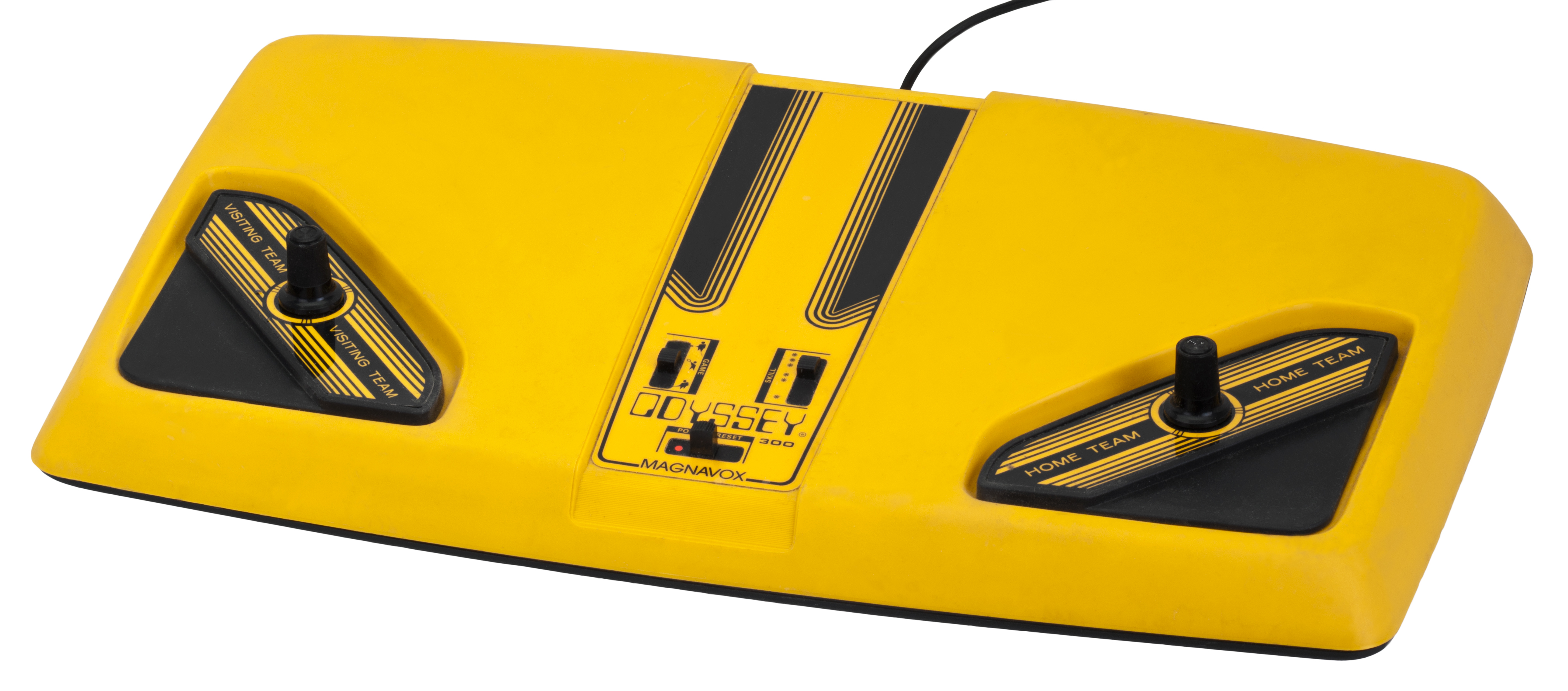
The Odyssey 300

La consola dedicada Odyssey 300 fue lanzada en 1976. A diferencia de los dos productos de consola dedicados anteriores de Magnavox, el Odyssey 300 estaba destinado a competir directamente con el Coleco Telstar . Al igual que el Telstar, la Odyssey 300 usa el chip AY-3-8500 como su lógica y fue una de las primeras consolas dedicadas en usar un solo chip IC como el foco de su diseño en lugar de los múltiples chips de computadora o la lógica transistor-transistor . El 300 tiene los mismos tres juegos que el Odyssey 200; a diferencia de los 200, la consola Odyssey 300 tiene tres niveles de dificultad: principiante, intermedio y experto. También introdujo la puntuación numérica en pantalla. 

### Odyssey 400
La consola dedicada Odyssey 400 fue lanzada en 1976. El 400 es esencialmente el mismo que el Odyssey 200 con servicio automático y características de puntuación digital en pantalla agregadas. La consola juega los mismos tres juegos que el 200 y tiene los mismos tres botones de control del juego. Se utilizó un chip adicional de Texas Instruments para implementar la puntuación en pantalla.

### Odyssey 500

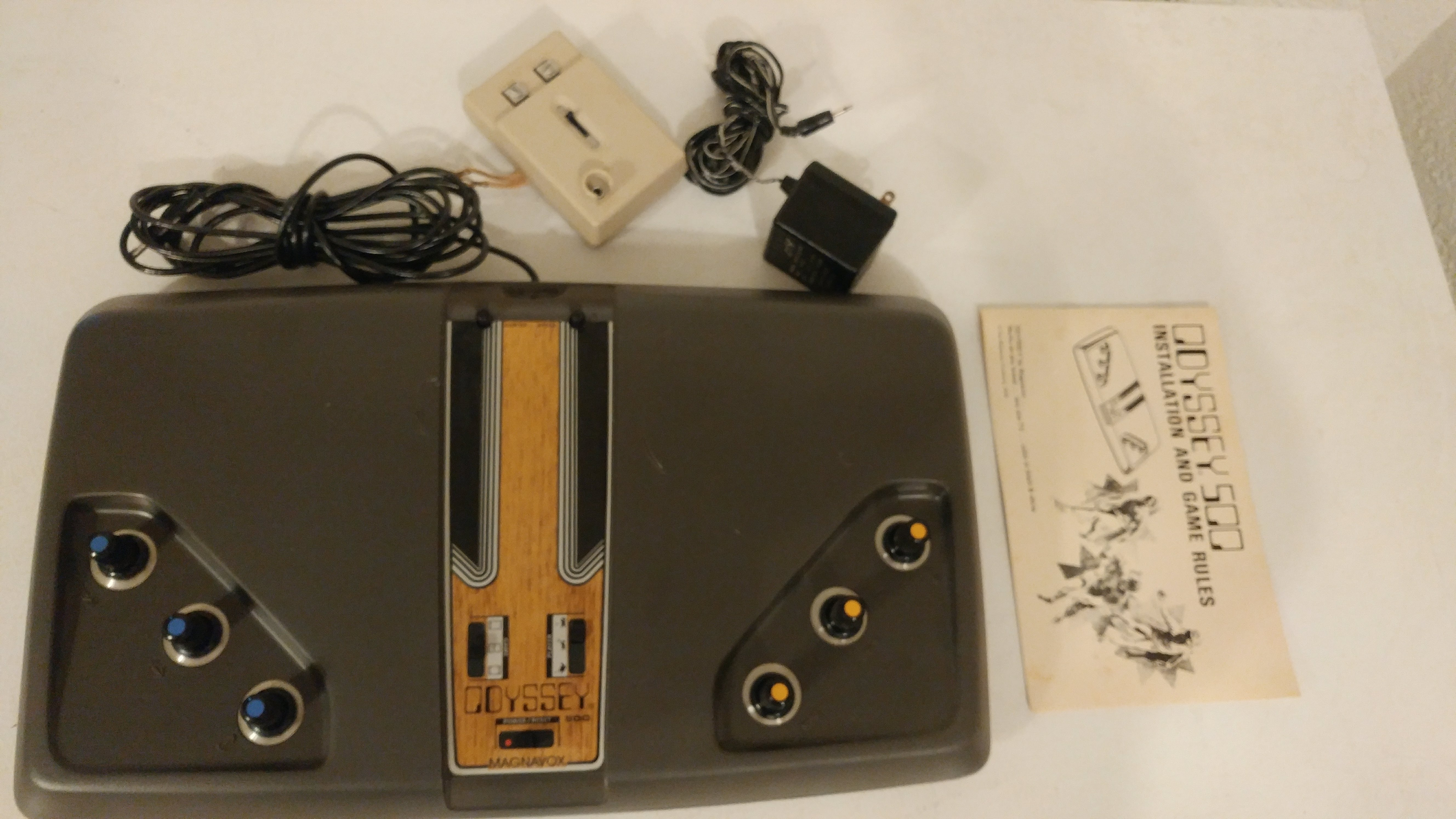
Magnavox Odyssey 500

La consola dedicada Odyssey 500 (Modelo 7520) se lanzó en 1976. La consola es esencialmente la misma que la Odyssey 400 con una adición única: en lugar de mostrar las "paddles" de la línea vertical, la consola utiliza gráficos especiales que en realidad se parecen a versiones simplificadas de jugadores humanos. Se usaron tres gráficos diferentes para las tres variaciones de juego diferentes (Tenis, Hockey y Smash); Magnavox comercializó los 500 como teniendo un cuarto juego (Fútbol) usando los gráficos de los jugadores de squash con el campo de juego de hockey. La consola ofrece servicio automático, muestra las puntuaciones digitales en pantalla entre los juegos y proporciona configuraciones para el control de velocidad de la bola. La energía se entrega a través de un adaptador de CA incluido. : 24 

### Odyssey 2000

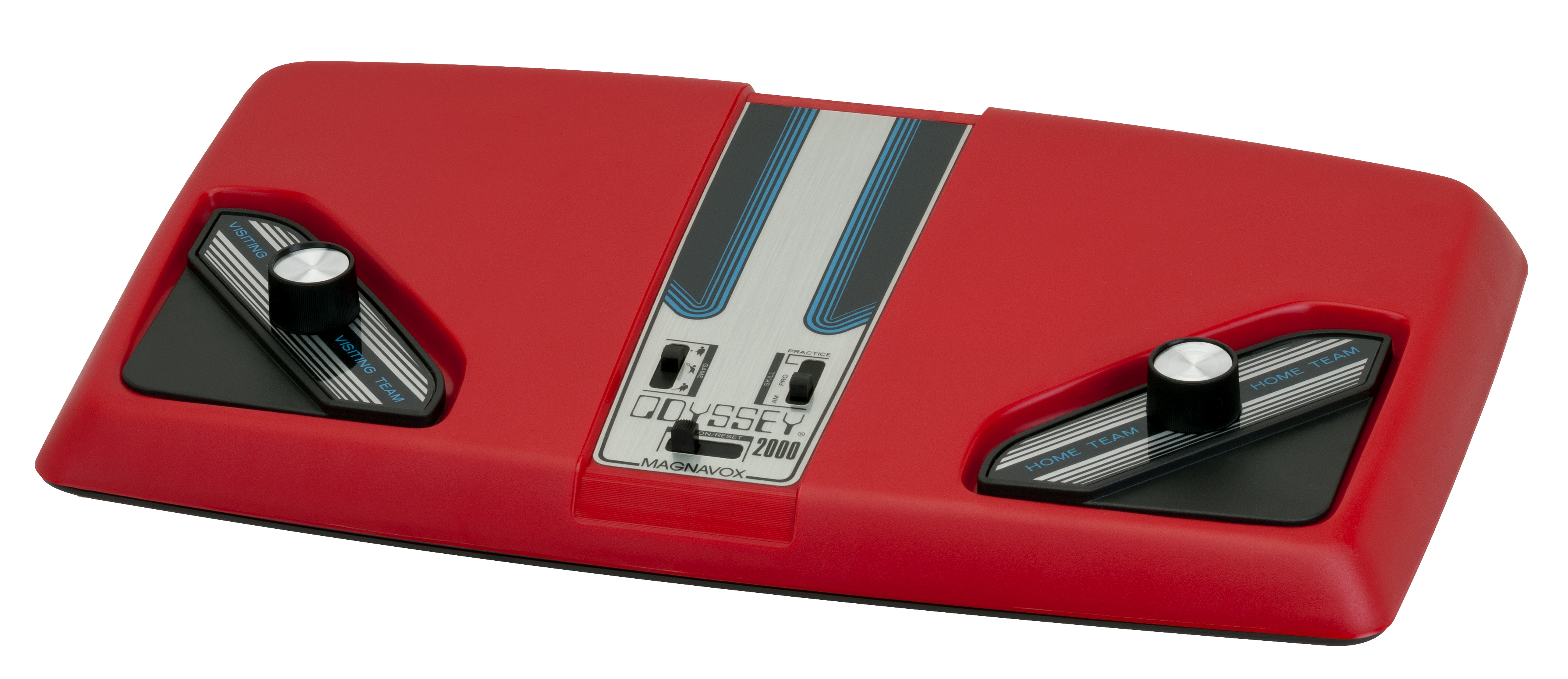
La Odyssey 2000

La consola dedicada Odyssey 2000 (modelo BH7510) se lanzó en 1977. El 2000 fue básicamente una versión actualizada de la Odyssey 300. Al igual que la 300, la Odyssey 2000 usa el diseño de un solo chip AY-3-8500 (que también se usa en la Odyssey 3000). La Odyssey 2000 está configurada para dos jugadores y utiliza un solo botón giratorio para el control del juego de cada jugador en lugar de los tres botones utilizados por las consolas de videojuegos dedicadas de Magnavox. Además de las variaciones del juego de tenis, hockey y squash ("Smash"), el 2000 agrega la variación de práctica de squash para un jugador. Los puntos anotados durante el juego se muestran en la parte superior de la pantalla cuando cada jugador anota, y el ganador es el primer jugador que gana 15 puntos. Al igual que los modelos Odyssey anteriores, el 2000 se alimenta con seis baterías "C" o un adaptador de CA opcional. : 18 

### Odyssey 3000

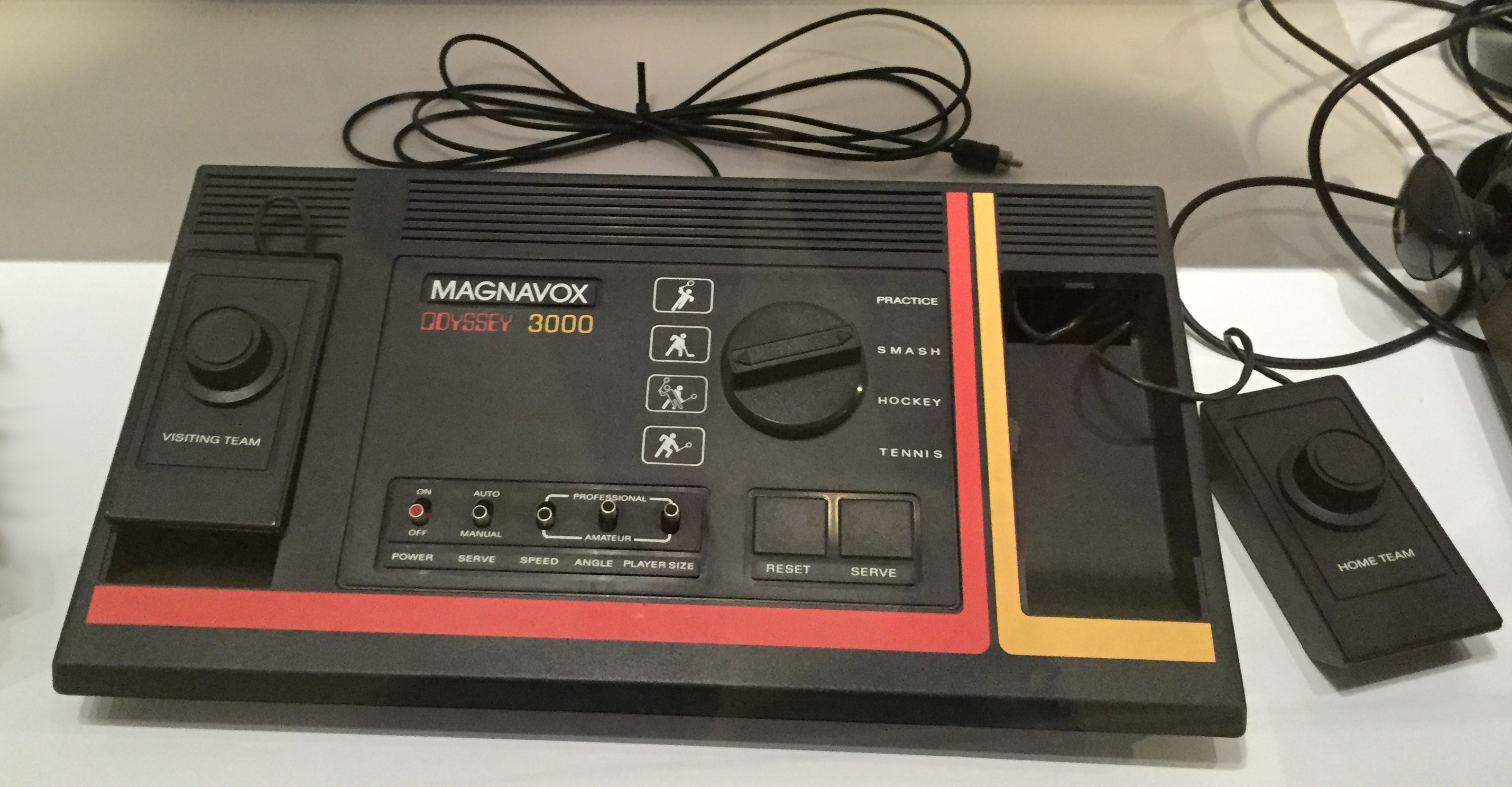
Magnavox Odyssey 3000

La consola dedicada Odyssey 3000 (modelo 7508) se lanzó en 1977. El 3000 presenta las mismas variaciones de juego que la Odyssey 2000 (Tenis, Hockey, Smash), así como Baloncesto, Fútbol y Gridball (un juego donde el jugador debe navegar hábilmente una pelota a través de una serie de barricadas). La unidad está configurada para dos jugadores, pero está disponible un modo de práctica de juego solo para Smash y Basketball. Un interruptor de handicap de tres posiciones permite a los jugadores establecer el nivel de habilidad, y los controles adicionales les permiten seleccionar el servicio automático o manual, la velocidad de la bola y el ángulo de desviación de la bola (20 o 40 grados). : 21  Con la Odyssey 3000, Magnavox abandonó su antiguo diseño de caja con uno con un estilo más contemporáneo. La propia consola es más angular y menos redondeada; se utilizan dos botones planos para las funciones de servicio y reinicio y los botones de configuración de la consola se redujeron de tamaño. La Odyssey 3000 utiliza una perilla circular plana para seleccionar diferentes juegos y, a diferencia de todas las consolas de videojuegos dedicadas de Odyssey anteriores, la 3000 presenta paletas de juego desmontables (sin ningún botón de disparo). El 3000 se alimenta con seis baterías "C" o un adaptador de CA opcional. : 21 

### Odyssey 4000

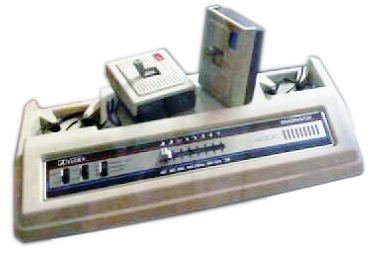
Magnavox Odyssey 4000

Magnavox concluyó su línea de consolas de videojuegos dedicadas con la Odyssey 4000 . La consola dedicada Odyssey 4000 (Modelo 7511) fue lanzada en 1977. Basado en el diseño de un solo chip AY-3-8600, el 4000 cuenta con un total de siete juegos (Tenis, Hockey, Voleibol, Baloncesto, Knockout, Tanque y Helicóptero) que se pueden ampliar a veinticuatro experiencias de juego diferentes . La unidad permite hasta cuatro jugadores e incluye un modo de práctica para jugar solo contra la computadora. Al igual que con el 3000, el 4000 ofrece un cambio de habilidad para principiantes, semiprofesionales y niveles de habilidades profesionales. Las características adicionales incluyen servicio automático, velocidades variables de la bola y un botón de pausa . : 24–25  A diferencia de la Odyssey 3000, la 4000 presentaba joysticks desmontables. El chip AY-3-8615 permitió a la Odyssey 4000 mostrar colores en lugar de gráficos en blanco y negro. El 4000 es alimentado por un adaptador de CA incluido. : 25 

### Odyssey 5000 (prototipo)
Esta consola debió contener dos chips, el MM571068 de National Semiconductor con 7 juegos (igual que Odyssey 2100 ) y el CR861 de Signetics (también conocido como MUGS) con un helicóptero y un juego de tanques. 

## Dedicada Philips Odyssey Series
El fabricante de televisores holandés Philips compró Magnavox en 1974, después de lo cual comenzó a lanzar sus propias versiones de las consolas dedicadas Odyssey en Europa. 

### Odyssey 200

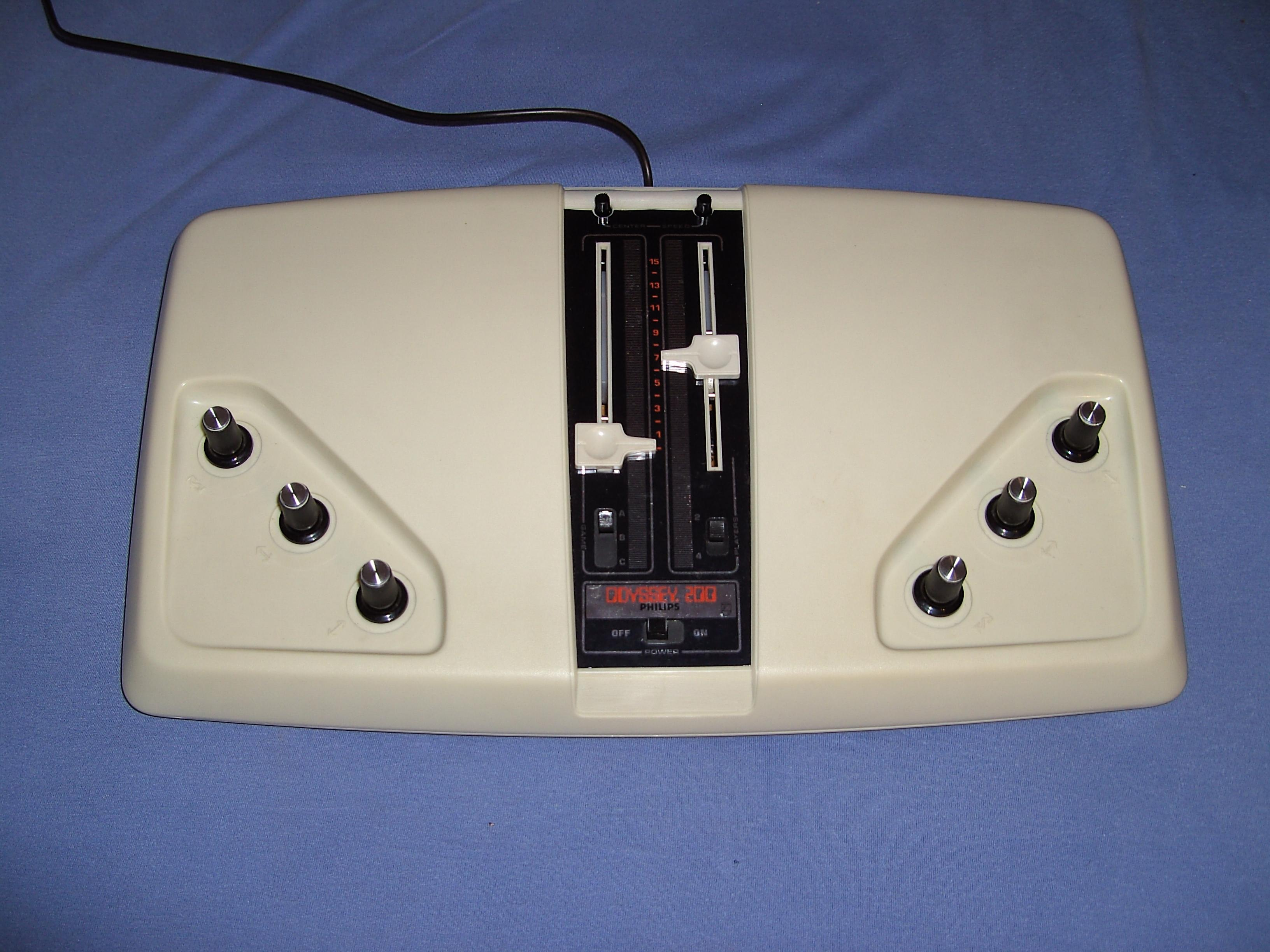
Philips Odyssey 200

La Odyssey 200 es la misma que su contraparte lanzada en los Estados Unidos. Lanzado en Europa en 1976, fue reemplazado por Philips Odyssey 2001 en 1977.

### Odyssey 2001

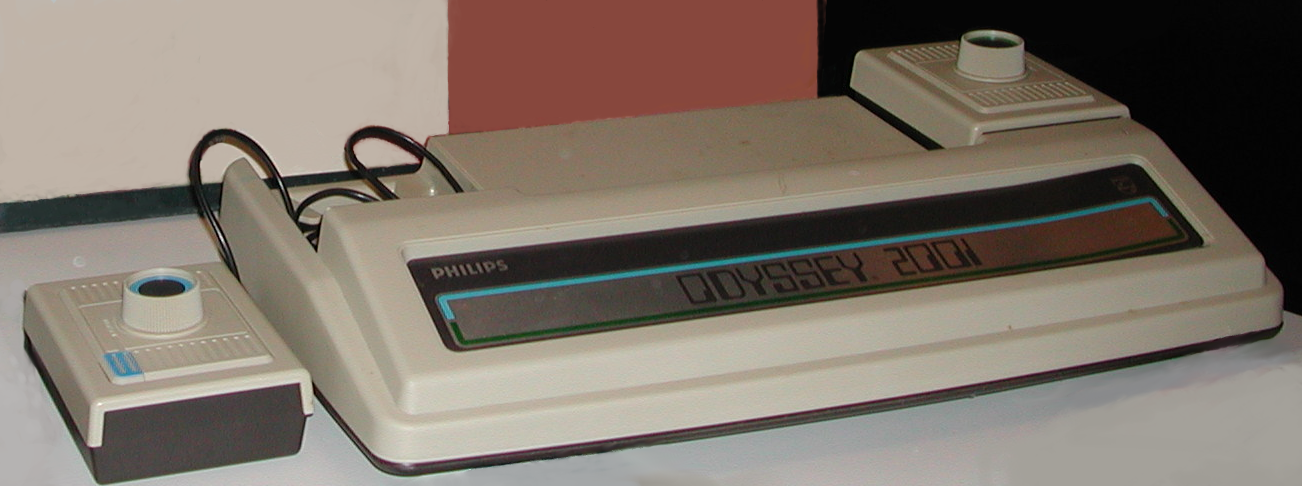
Philips Odyssey 2001

Odyssey 2001 es la versión de Philips del Magnavox Odyssey 4000, con diferencias en los juegos ofrecidos y el uso de paletas desmontables en lugar de joysticks. Lanzado en 1977, el 2001 se basa en el chip National Semiconductor MM-57105, que juega tenis, hockey y squash, y permite el sonido directo y en color en el televisor.

### Odyssey2100

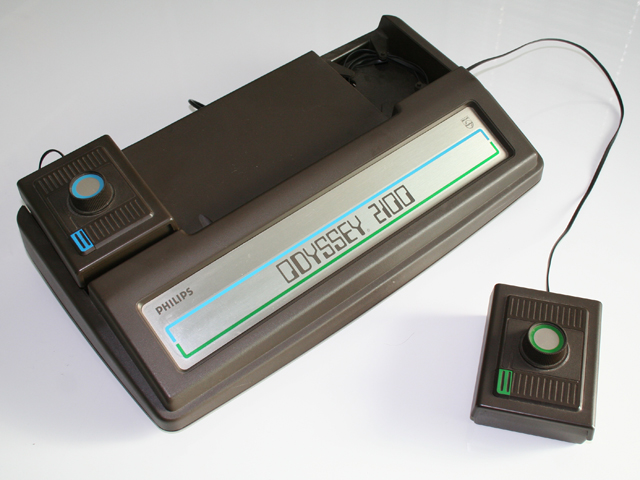
Philips Odyssey 2100

La Odyssey 2100 se lanzó en 1978 y utiliza el mismo diseño de caja que el 2001. Usando el chip National Semiconductor MM-57186N, el 2100 juega 6 juegos con múltiples variaciones: Wipe-Out (estilo Breakout, 7 variantes), Flipper (7 variantes), Tenis (2 variantes), Handball (2 variantes), Hockey sobre hielo ( 2 variantes), Fútbol (3 variantes).

## Magnavox Odyssey²
Una consola de segunda generación desarrollada por la división Odyssey de Philips posterior a la compra de Magnavox en 1974. El Odyssey² fue lanzado en 1978. 

## En la cultura popular
En la película de Russ Meyer de 1979 Bajo el valle de los Ultra-Vixens, se ve a Ann Marie    jugando con una Odyssey 300.     